# عمران بن حطان
عِمْران بن حِطَّان (توفي 84 هـ / 703 م) هو شاعر عربي، من شعراء صدر الإسلام.
هو أبو سماك عمران بن حطان بن ظبيان السدوسي الشيباني الوائلي. نشأ بالبصرة، وطلب العلم والحديث، ثم اعتنق المذهب الخارجي، وتعمق فيه حتى صار رأس القعدة (الذين يجيزون القعود في الحرب). كان من أهل السنة في البصرة، والتقى بصحابة وروى عنهم. لكنه انضم إلى الخوارج الشرّاة عند تقدمه في السن، وقيل أن سبب ذلك أنه تزوج امرأة خارجية أراد أن يقنعها بمذهبه، فأقنعته بمذهبها. وطلبه الحجاج بن يوسف الثقفي (والي العراق) بعد التحاقه بالشراة، فهرب إلى الشام، فطلبه الخليفة عبد الملك بن مروان، فهرب إلى عمان، فأمر الحجاج واليها بالقبض عليه، لكنه مات هناك على مذهب الإباضية.
قال الزركلي: «كان شاعراً مفلقاً مكثراً»، وهو القائل من قصيدة:

| حتى متى لا نرى عدلاً عيش به |  | ولا نرى لدعاة الحق أعوانا |

لكن الأبيات التي اشتهرت له الأبيات التي عير بها الحجاج عند هروبه من غزالة الشيبانية أثناء إحدى الوقائع، أو تحصنه منها في أحد الحصون، حيث قال:

| أسد عليّ وفي الحروب نعامة    |  | ربداء تجفل من صفير الصافر |
| هلا برزت إلى غزالة في الوغى |  | بل كان قلبك في جناحي طائر |

## الجرح والتعديل
- أبو جعفر العقيلي: لا يتابع على حديثه، وكان يرى رأي الخوارج، ولا يتبين سماعه من عائشة
- أبو دواد السجستاني: ليس في أهل الأهواء أصح حديثا من الخوارج
- أحمد بن صالح الجيلي: ثقة
- ابن حجر العسقلاني: صدوق إلا أنه كان على مذهب الخوارج ويقال رجع عن ذلك، ومرة: رمى برأي القعدية من الخوارج
- الدارقطني: متروك لسوء اعتقاده وخبث مذهبه
- الذهبي: وثق، وكان خارجيا
- قتادة بن دعامة السدوسي: كان لا يتهم في الحديث
- محمد بن سعد كاتب الواقدي: ثقة له أحاديث صالحة
- محمد بن عبد الله بن البرقي: حروري[5]